# Josep Maria Cruxent
Pour les articles homonymes, voir Cruxent.
Josep Maria Cruxent est un archéologue et anthropologue vénézuélien, né dans le district de Sarrià-Sant Gervasi à Barcelone (Espagne) le 16 janvier 1911 et mort à Coro (Venezuela) le 23 février 2005.

## Biographie
D'origine catalane, JM Cruxent, comme il signait lui-même ses travaux scientifiques, participe à la Guerre civile espagnole dans les troupes républicaines sur le front de Teruel. À la fin de la guerre, il quitte l'Espagne pour le Venezuela. Il est le fondateur et premier titulaire de la chaire d'archéologie à l'École d'anthropologie et sociologie de l'université centrale du Venezuela. Il est tour à tour directeur et conservateur du département d'archéologie du musée des sciences naturelles de 1944 à 1963, fondateur et chef du département d'anthropologie de l'Institut vénézuélien de la recherche scientifique entre 1963 et 1976 et chef-fondateur du centre de recherches en anthropologie, archéologie et paléontologie (CIAAP) de l'université nationale expérimentale Francisco-de-Miranda (UNEFM) à Coro dans l'État de Falcón.
Éminent archéologue de renommée internationale, Cruxent est spécialisé dans la recherche sur les premiers hommes en Amérique (paléo-indiens) dans la zone caraïbe et compte parmi les premiers partisans de la théorie d'un peuplement précoce de l'Amérique. Il est considéré comme le père de l'archéologie scientifique au Venezuela. Il est titulaire et membre honoraire de nombreuses sociétés savantes dans plusieurs pays.
Cruxent passe les dernières années de sa vie professionnelle à Taratara (municipalité de Colina, État de Falcón) où il dirige le développement du musée du site de méga-faune préhistorique de Taima-Taima. À 89 ans, il déménage à Coro, capitale de l'État en raison des épisodes de fortes pluies de 1999, Coro où il meurt à l'âge de 94 ans.

## Œuvres

### Littérature

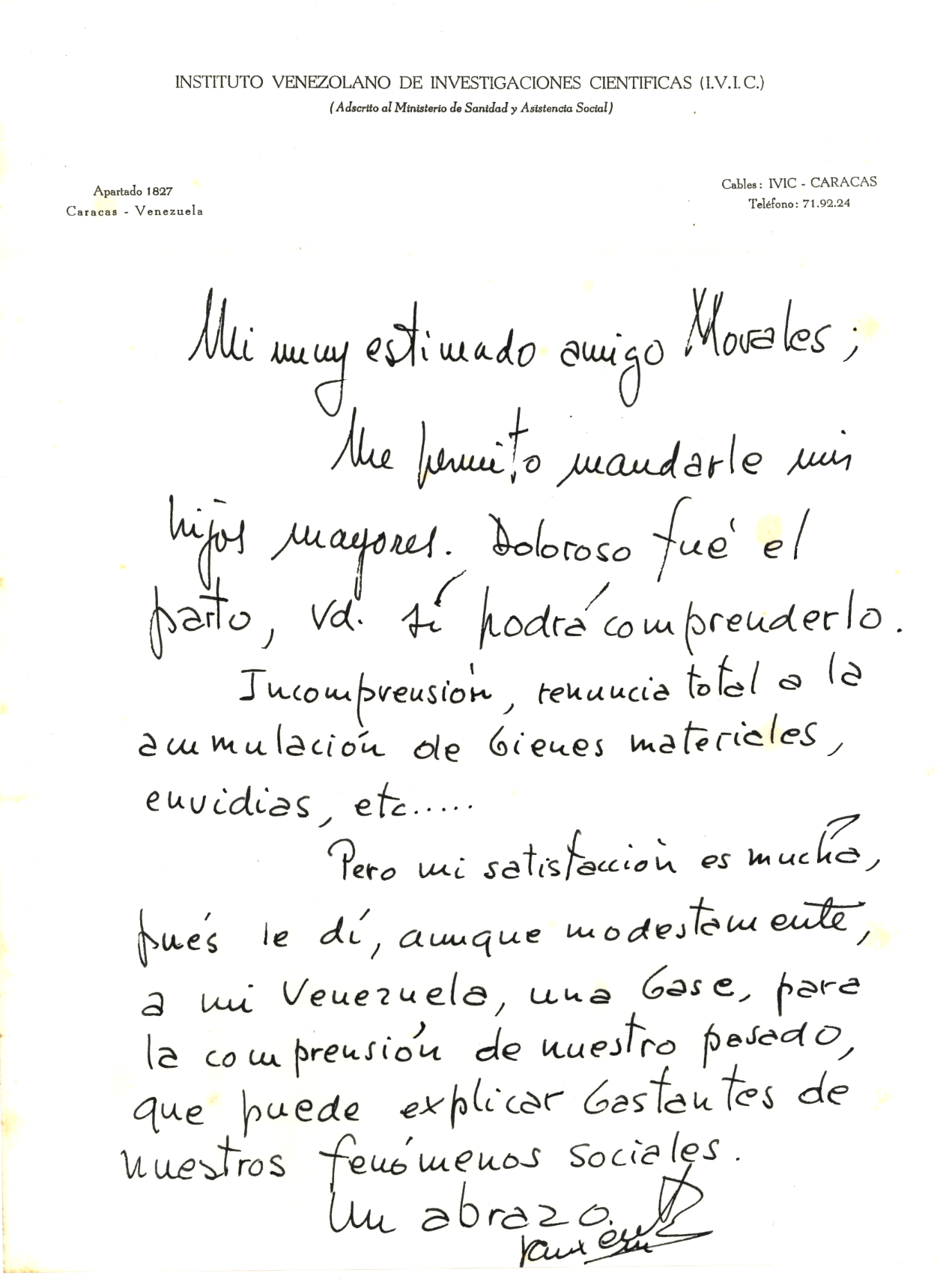
Lettre manuscrite de Josep Maria Cruxent

Parmi ses œuvres les plus emblématiques, on peut citer :
- Arqueología Cronológica de Venezuela, 1958 ;
- Notas Ceramología, 1982 ;
- Loza Popular Falconiana, 1988.

### Prospections
Ses principales expéditions sont celles des sources de l'Orénoque en 1951, à la sierra de Perijá en 1957, les fouilles de l'île de Cubagua sur le site de Nueva Cadix, détruite par un raz-de-marée.

## Sources
- (es) Cet article est partiellement ou en totalité issu de l’article de Wikipédia en espagnol intitulé « Josep Maria Cruxent » (voir la liste des auteurs).